# Microporus longisporus
Microporus longisporus är en svampart som beskrevs av T. Hatt. 2000. Microporus longisporus ingår i släktet Microporus och familjen Polyporaceae.   Inga underarter finns listade i Catalogue of Life.